# جهش مرغ عشق بنفش

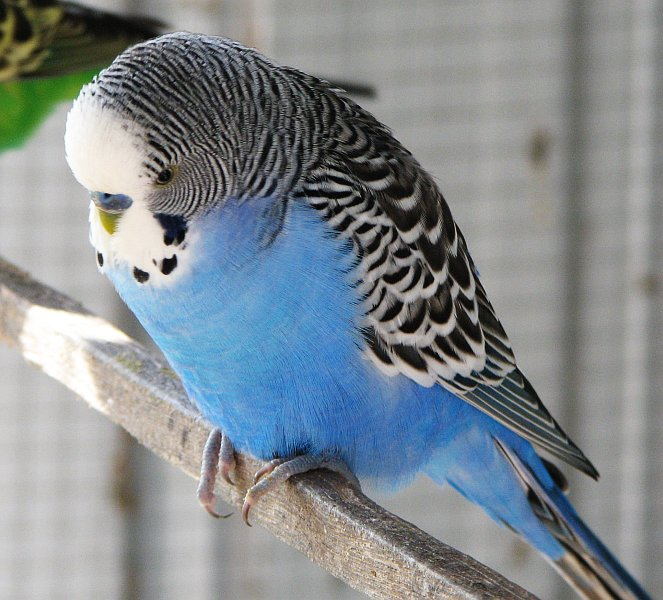
جهش آبی آسمانی بنفش

جهش مرغ عشق بنفش یکی از تقریباً ۳۰ جهش است که بر رنگ مرغ عشق‌ها تأثیر می‌گذارد. این یکی از جهش‌های تشکیل‌دهنده واریته بنفش است.
در استرالیا، یک Burton از سیدنی در سال ۱۹۳۴ مشغول پرورش بنفش بود و آقای هارولد پیر در همان سال بنفش را به نمایش گذاشت.
| تنوع       | کد پنتون |
| ---------- | -------- |
| آبی آسمانی | ۳۱۰      |
| کبالت      | ۲۹۱۵     |
| ارغوانی    | ۵۳۵      |
| بنفش       | ۲۷۲۷     |